# الكسندر براون (سياسي)
الكسندر براون (بالإنجليزية: Alexander Brown)‏ هو سياسي أسترالي، ولد في 9 فبراير 1851، وتوفي في 28 مارس 1926. حزبياً، نشط في Protectionist Party ‏. وقد انتخب عضو الجمعية التشريعية نيو ساوث ويلز وانتخب عضو المجلس التشريعي نيو ساوث ويلز.